# Lukas Münger
Lukas Münger  (* 2001) ist ein Schweizer Unihockeyspieler, der beim Nationalliga-A-Verein Floorball Köniz unter Vertrag steht.

## Karriere

### Verein
Münger startete seine Karriere bei Floorball Köniz, ehe er 2019 zum ersten Mal in der ersten Mannschaft des Nationalliga-A-Vertreters zum Einsatz kam. Im Frühjahr 2020 entschied der Sportchef Heinz Zaugg, dass er und sein Mitspieler in das Kader der Nationalliga-A-Equipe befördert werden.

### Nationalmannschaft
Münger stand zusammen mit seinem Mannschaftskollegen Raùl Willfratt im Kader der U19-Weltmeisterschaft 2019 in Halifax.